# 아돌포 루이스 코르티네스
아돌포 루이스 코르티네스 (Adolfo Ruiz Cortines, 1889년 12월 30일~1973년 12월 3일)는 멕시코의 정치인이다. 1952년부터 1958년까지 제54대 멕시코의 대통령으로 재임하였다.

## 생애
코르티네스는 1890년 멕시코, 베라크루스주, 베라크루스에서 태어났다. 유아였을 때 아버지가 죽었으며, 16살에 가족을 부양하기 위해 학업을 그만두고 방직공장에서 회계원으로 일하였다. 
1912년 멕시코 시로 갔으며, 프란시스코 I. 마데로의 지지자가 되어 빅토리아노 우에르타의 정치적인 부활에 반대하여 싸웠다. 1914년에 입대하여 주로 행정관으로 일하였다. 
1921년 사회통계국에서 일을 시작했으며 1926년부터 1935년까지 사회통계국장으로 재임하였다. 1937년부터 1940년까지 하원의원을 지냈으며 1944년부터 1948년까지 베라크루스 주의 주지사로 재임하였다. 
1940년에 마누엘 아빌라 카마초와 1946년에 미겔 알레만 발데스의 대통령 선거운동에 참여하였다. 1948년 재임중 심근 경색으로 사망한 헥토르 페레스 마르티네스를 대신해 알레만 정부의 내무장관에 기용되었다. 
루이스는 그 후 1952년에 대통령으로서 알레만의 후임자가 되었다. 대통령 재임 기간 중 여성에게 참정권을 부여하였다. 대통령 재임 후, 1967년까지 정부 자문 경제학자로 재임하다가 1973년에 사망하였다.

## 같이 보기
- 멕시코의 국가원수 목록